# ديسرت أيجل (مسدس)
مسدس ديسرت أيجل (بالإنجليزية:Desert Eagle) ، هو مسدس شخصى أنتج من قبل الجيش الإسرائيلي، ويصنع في إسرائيل والولايات المتحدة .ويمتاز بالقوة وثقل الوزن .
المسدس ثقيل جدا في الوزن وبه سوسته لرمي الطلقة المضروبة
ثمنه يتراوح من 1500$ الي 2000$ في بعض الاسواق ...
مصنع من خام الالومنتونيوم الذي يحتمل درجات الحرارة العالية جدا يتسع مخزنه لثمانية رصاصات ويسمى بالعبرية:נשר המדבר. وبالعربية معناه عقاب الصحراء.

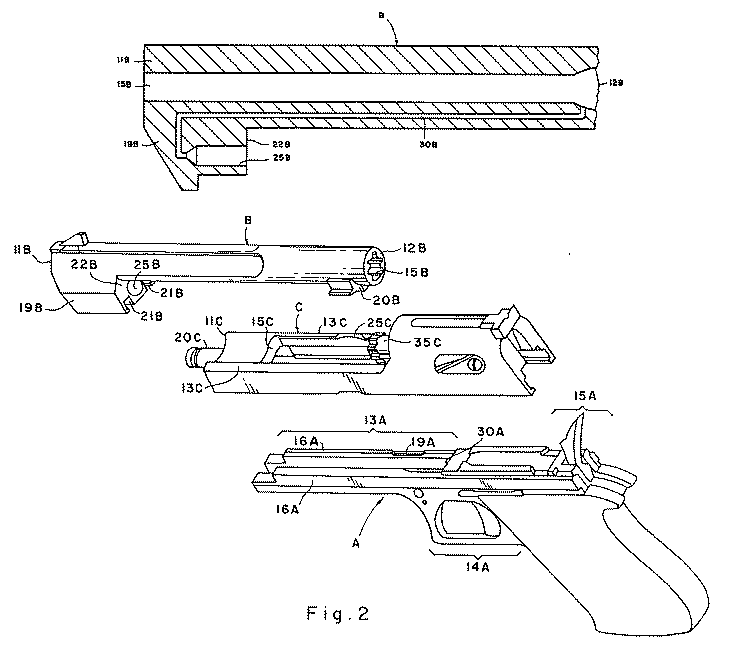
مكونات المسدس

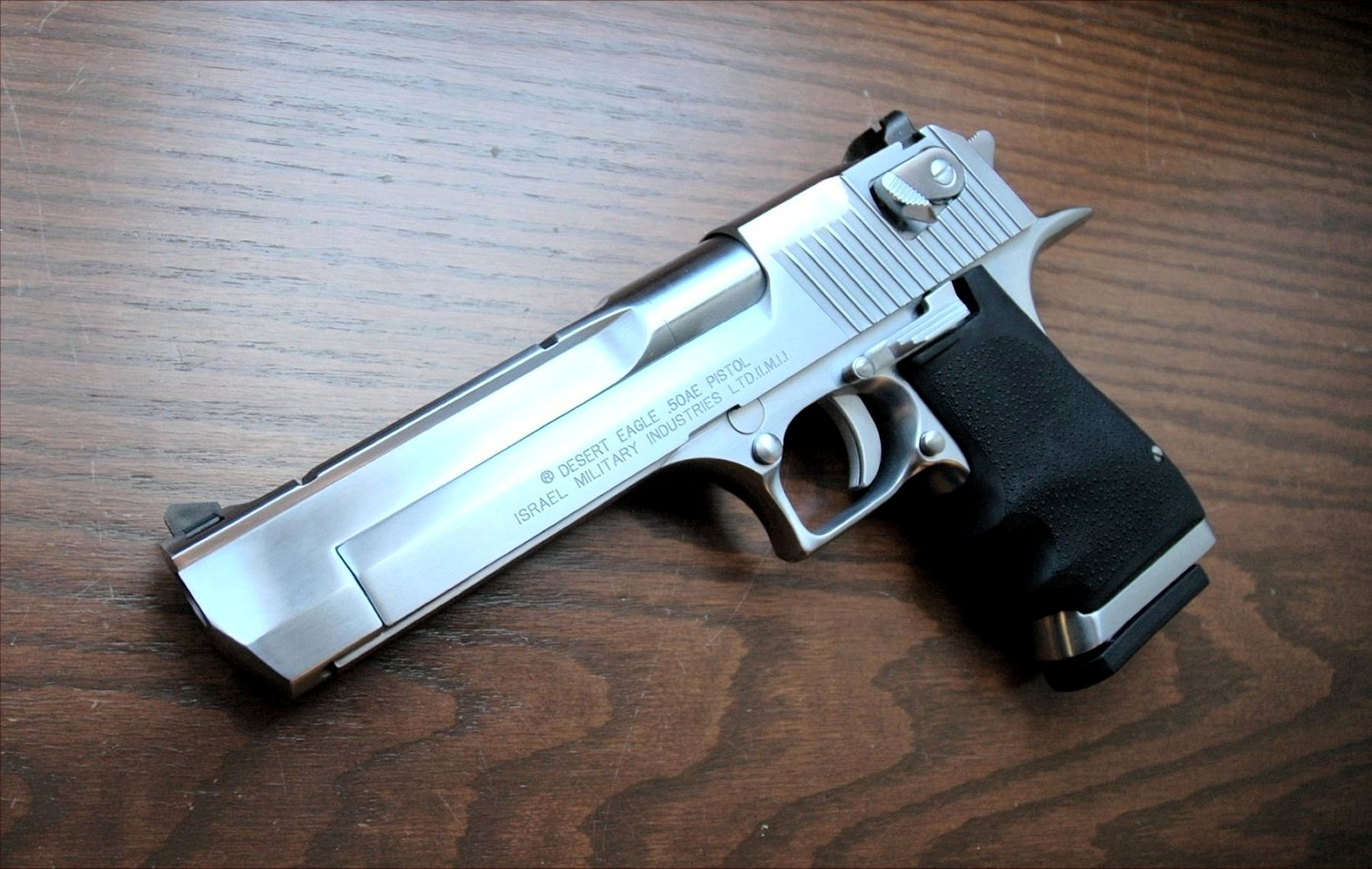
مسدس ديسرت أيجل المتطور

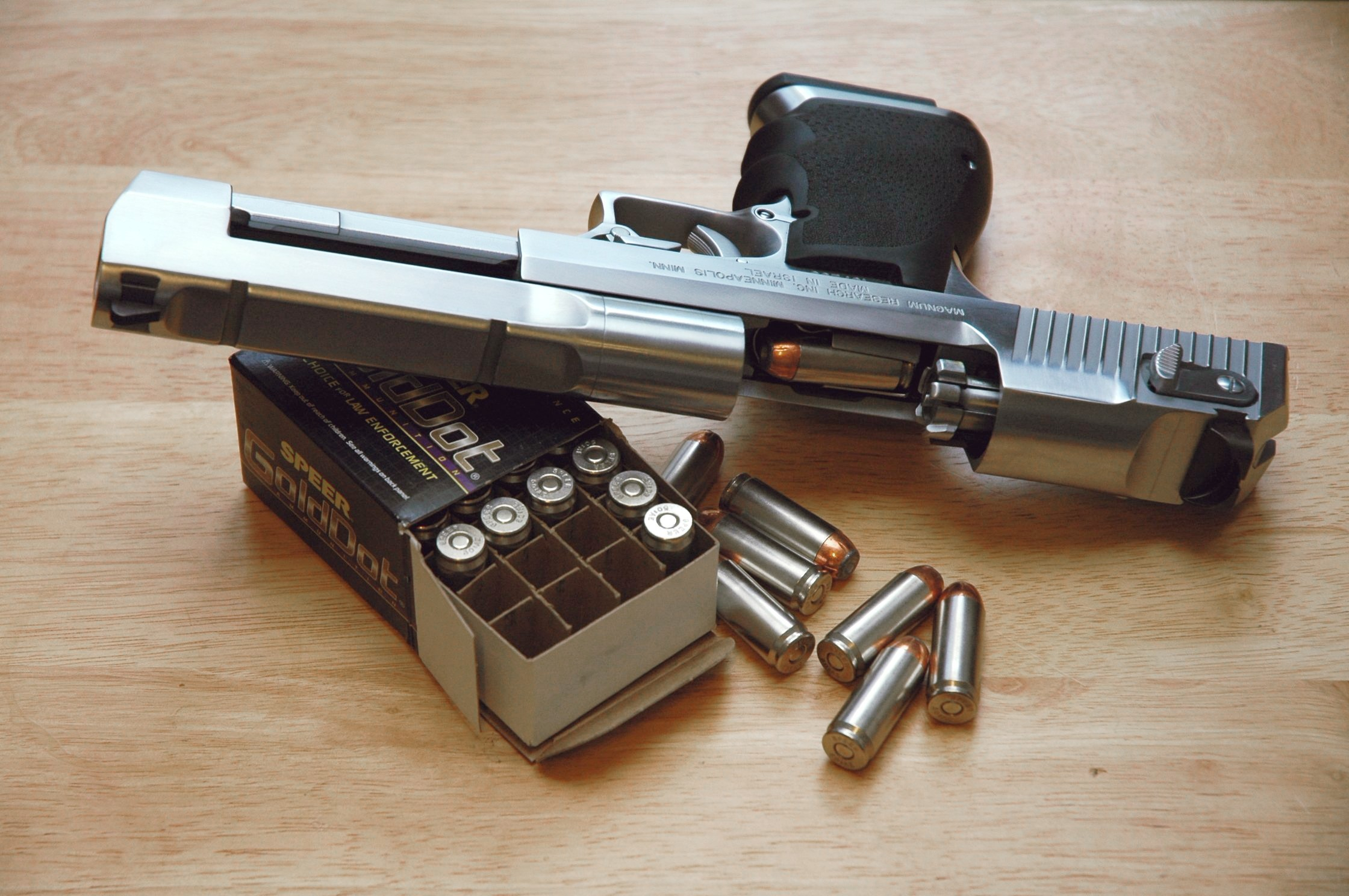
تفكيك المسدس

## وصلات خارجية
- Official Magnum Research Desert Eagle page
- The Desert Eagle Pistol Knowledge Database
- Multiple Threat Magnum (American Handgunner article)

قالب:IMI IWI smallarms